# Compte à rebours en Rhodésie
Compte à rebours en Rhodésie est le 43e roman de la série SAS, écrit par Gérard de Villiers et publié en 1976 dans la collection Plon (Presses de la Cité). Comme tous les SAS parus au cours des années 1970, le roman a été édité lors de sa publication en France à 50 000 exemplaires.
L'action se déroule courant 1976 en Rhodésie. Malko Linge y est envoyé pour enquêter sur un plan mystérieux « East Gate ». 
Le roman a été publié en 1976 (première édition). Il sera réédité en 1978, en 1982, en 1996, en 2005.

## Contexte du roman
En 1976, on est en pleine guerre du Bush. Soutenu par les États-Unis, le Sud-africain John Vorster, inquiet de l'évolution politique de l'Angola et du Mozambique (deux anciennes colonies portugaises indépendantes depuis l'année précédente, à tendance marxisantes) entreprend de convaincre Ian Smith, l'homme fort de la Rhodésie, d'accepter un compromis avec les nationalistes Noirs modérés. 
Ce compromis débouchera sur les accords de Salisbury du 3 mars 1978, signés entre Ian Smith et trois dirigeants africains modérés. Le 21 mars 1978, le premier gouvernement multiracial de Rhodésie sera formé avec un conseil exécutif réunissant les signataires de l'accord.

## Personnages principaux

### Américains et alliés
- Malko Linge : héros du roman, Autrichien, agent contractuel de la CIA.
- Jim Gaven : chef de poste de la CIA à Salisbury (aujourd'hui Harare).
- Ed Skeetie : agent de la CIA à Salisbury.

### Rhodésiens ou résidents en Rhodésie
- Daphné Price : jeune femme Blanche extrémiste.
- John Burger : fermier Blanc.
- Don Christie : Blanc, chef des services spéciaux (Special Branch) de la Rhodésie.
- Ted Collins : Blanc, adjoint de Don Christie.
- Bob Lenard : Blanc, mercenaire belge agissant sous les ordres de Ted Collins.
- Fayette : jeune femme Noire.
- Reg Whaley : journaliste britannique Blanc.
- Mathilda : Noire, prostituée, compagne de Bob Lenard.

## Résumé
La Rhodésie (actuel Zimbabwe) a déclaré son indépendance dix ans auparavant en 1965. La CIA ne verrait pas d'un mauvais œil la remise du pouvoir aux Noirs, largement majoritaires, à condition qu'ils ne soient pas communistes. Le pouvoir Blanc qui détient le pouvoir semble aux abois. La rébellion des Noirs progresse chaque jour, et le pays est environné de pays menaçants. La CIA a entendu parler d'un plan mystérieux « East Gate » : Malko est envoyé dans le pays pour enquêter. 
Ed Skeetie, un agent de la CIA agissant sous couverture de photographe, meurt tragiquement, poussé dans les chutes Victoria par Daphné Price. 
Quand Malko est amené à croiser la jeune femme, elle le séduit et l'emmène lui-aussi aux chutes Victoria. Poussé dans le fleuve, Malko ne doit sa survie que par l'aide inattendue de Reg Whaley et d'un éléphant qui, prisonnier d'une corde, tire involontairement les deux hommes hors de l'eau.
L'enquête menée par Malko l'amène auprès de Bob Lenard, chargé par le pouvoir Blanc de tuer Samora Machel, le jeune et récent président de la république du Mozambique. Ted Collins est chargé par le gouvernement rhodésien de faire assassiner Machel par Lenard lorsque Machel sera à quelques centaines de mètres de la frontière rhodésienne. L'attentat est prévu dans quelques jours. Le « compte à rebours » est enclenché et Malko Linge n'a que peu de temps pour découvrir le but du plan East Gate et empêcher l'attentat de réussir.
Dans les deux derniers chapitres du roman, Malko détermine l'endroit d'où le tireur Bob Lenard doit tuer le président Machel. Intervenant in extremis, il fait en sorte de projeter le véhicule des Rhodésiens (Ted Collins, Bob Lenard, Daphné Price) dans un ravin. Malko abat froidement Collins et Lenard, mais laisse Daphné vivante, en dépit du meurtre d'Ed Skeetie.

## Autour du roman
Malko reviendra dans cette zone de l'Afrique dans La Blonde de Pretoria (SAS n°77 - 1985).